# Verband Elektronische Brandschutz- und Sicherheitsindustrie
Die EURALARM ist der Interessenverband der europäischen Brandschutz-, Brandmelde- und Sicherheitsindustrie. Euralarm wurde 1970 unter anderem von Ernst Meili gegründet und vertritt mittlerweile über 5000 Unternehmen. Mitglieder sind nationale Verbände und Einzelunternehmen und andere Interessenträger aus ganz Europa.
Gegenstand der Vereinigung ist die Vertretung und Förderung der Interessen der europäischen und elektronischen Brandschutz- und Sicherheitsindustrie auf europäischer und internationaler Ebene sowie die Beeinflussung der europäischen Marktbedingungen zugunsten der Mitglieder insbesondere im Bereich der Wirtschaftspolitik und der Technologie.
EURALARM wurde als europäische Interessenvertretung am 8. Mai 2017 ins Handelsregister der Schweiz eingetragen. Auf der Generalversammlung 2021 wurde Jon Könz als Vorsitzender gewählt. Er trat die Nachfolge von Martin Harvey an.